# Mike Di Meglio
Mike Di Meglio (Toulouse, 17 de janeiro de 1988) é um piloto francês de motocicleta.

## Carreira
Ganhou o campeonato de 125cc de 2008. 